# Cochrane (Alberta)
Cochrane – miasto w Kanadzie, w prowincji Alberta. Leży na zboczach wzgórza Big Hill, w dolinie rzeki Bow. Stanowi część aglomeracji miasta Calgary. Nazwa miasta pochodzi od nazwiska jego założyciela, Matthew Cochrane'a.
Liczba mieszkańców Cochrane wynosi 13 760. Język angielski jest językiem ojczystym dla 92,1%, francuski dla 2,1% mieszkańców (2006).